# 戦闘力
戦闘力（せんとうりょく、英: combat power）とは、一般に限られた時間で敵の戦力を弱体化または破壊することができる全ての能力を言う。

## 理論
戦闘力の概念は戦闘を構成する中心的な要素であるために、戦闘分析のモデルや戦闘シミュレーションにおいて基本的な概念として位置づけられている。クラウゼヴィッツは数の法則として基本的に戦闘の勝敗が定量的な要素によって左右されると述べており、戦闘力は部隊の人的または物的資源に依存しているという考え方を示している。またアメリカの軍人であり研究者のジョン・アルジェ(John Alger)の端的な定義では、兵員や物質的な手段だけではなく士気を指すものとして戦闘力を捉えており、アメリカ軍の野戦教範でも戦闘力とは戦う能力と簡潔に定義されている。しかし、これらの戦闘力の理解はあまり分析的ではない。野戦教範でも戦闘力の概念は敵に対する機動、火力、防護、リーダーシップとが密接に関連することが述べられており、アルジェも計算することが難しいリーダーシップこそが戦闘力の本質的な要素であると強調している。戦闘力の概念の定義においてどのような要素をどの程度で重要視するかによって戦闘力をめぐる議論は混乱する。
一般に対抗する一方の部隊の戦闘力がより強力であれば、優勢な部隊のほうがその戦闘に勝利することが示唆される。しかし、戦闘力を構成すると考えられている人員、装備、士気、リーダーシップなどの要素で全て勝っていたとしても、実際の戦闘では必ずしも勝利するとは限らない。この問題の理解を助ける考察としてアメリカ軍の研究者であるチェゲ(Wass de Czege)の研究を挙げることができる。彼は戦闘力とは決して絶対的なものではなく常に敵との比較によって相対化されるものであると論じており、機動、火力、作戦計画、リーダーシップの適切な組合せによって戦闘潜在力(combat potential)が戦闘力へと変換されるのであると結論付ける。この相対的な戦闘力概念によって、戦闘は社会科学的な分析の対象として把握できるようになった。アメリカ軍の研究者トレバー・デュパイ(Trevor Dupuy)の研究でも戦闘力と戦闘潜在力の概念は区別されており、戦闘の勝敗は戦闘潜在力の優劣ではなく戦闘力の優劣によって決定されることを前提としてモデル化がなされた。そしてこのモデルに基づいて歴史評価研究組織(Historical Evaluation and Research Organization)はクラウゼヴィッツの数の法則を応用して定量的戦術決定モデル(Tactical Numerical Deterministic Model)を研究開発した。
最近の研究動向ではオランダ軍の研究者ヴェルス(Rein van Vels)は戦闘力を新しく再定義することを提唱している。従来では戦闘力は人員、物資、訓練、そして士気の四要素として考えられていたが、彼は戦闘力は火力、機動、防護、指揮、統制、通信、そして情報の諸要素から成り立っているものとして扱うべきだと主張した。ただし、この研究に対する批判として戦闘力の定義が敵を撃滅するという戦闘の効果に偏りすぎているという見解がある。イギリスのマッケナニー(McEnany)の研究では師団や大隊という部隊の単位、戦闘部隊の類型、戦闘支援部隊の類型に区分して戦闘力を分析することを主張している。彼は戦闘力の分析を任務と直接的に貢献させるためにモデルの修正を行った。

## 構成要素

### 警戒力
その部隊において情報を収集する能力を言う。状況、特に敵情は常に流動的であり、情報の逐次更新が不可欠である。情報がなければ指揮を行う判断材料が揃わず、決心が出来なくなるためである。通常、この能力は警戒部隊、偵察・捜索部隊の能力によって構成され、指揮統制の能力を支える。

### 機動力
その部隊の一般的な移動・運動能力を言う。この機動力に大きな差がある部隊間では共同の作戦を遂行できない。また敵部隊に機動力で劣る場合は、容易に敵に拘束・包囲・挟撃される危険性が高くなる。高度な機動力は戦闘力に直接的に貢献する。

### 打撃力
その部隊の一般的な攻撃能力を言う。火力と衝撃力から構成されている。さらに一般的に火力は火器から、衝撃力は突撃の能力から、それぞれ形成される。打撃力が敵部隊より低ければ、機動打撃の際にも各個撃破される危険性がある。
- 火力

火力とは、物理的投射力、化学的爆発力及び命中精度（火力集中度）が関係する。多くの砲弾を効果的に爆発させ、更には相手に命中させる事でより効果を発揮する。
また、戦闘作戦において後方からの大量の火力支援は、前線戦力の機動力と共に効果的な攻撃を行うために必須である。火力支援は主に火砲や迫撃砲による支援射撃、航空機による対地攻撃、誘導弾攻撃（ミサイルを含む）などによって構成される戦闘力であり、極めて大きな威力を持つ。
- 衝撃力

現代戦における衝撃力とは、突進する装甲化車輌戦力、うち構成する重量のある大型の装甲兵器（戦車など）の装備数が関係する。特に装甲化されていない歩兵部隊には効果が高い。しかし用意周到に準備された防御陣地や地形的条件（山岳地等）では、その効力が減退する事もある。
戦車が登場する近世以前においての衝撃力を構成したのは、馬曳き戦車・騎兵・象などの大型動物によるものが多い。古代では馬具が発達しておらず２頭から数頭立ての二輪馬曳き戦車が決戦戦力として多用された。馬具が発達した以後はより簡便な装甲化された大型の馬による騎兵が主流と成り、運用に制限の多い馬曳き戦車は衰退していった。象が生息する地域では馬の代わりに象を使用した事例もあった。

### 防護力
その部隊の一般的な防御能力を言う。敵部隊の火力の被害を低減する能力の高さを示す。兵器や装備の性能などから構成される。防護力が低ければ、攻撃を行っていても敵の逆襲に対して脆弱であり、また防御においても容易に撃破されてしまう危険性がある。現代戦では、個人の防御力向上としてボディアーマーが使用される。特に戦死を嫌う先進諸国ではボディアーマー装備率が徐々に高くなっている。
- 防空：陸上戦力や海上戦力にとって航空戦力の攻撃は射程・威力・速度の面で圧倒的な攻撃である。そのため、対空戦闘の能力の有無は火力と関係して重要な要素である。主に地対空ミサイルや機関砲などの武器兵器で構成される。防護力とまとめて考えられる。
- NBC防護力：NBC兵器を用いた攻撃などの特殊な攻撃に対する防護力である。毒ガスなどが戦場で用いられるようになってきてから重要視されるようになった能力であり、ガスマスク性能や装備状態、化学戦への対応能力によって形成される。防護力とまとめて考えられる。

### 指揮統率
その部隊の一般的な指揮統率の能力。通信の要素と組み合わせて考える場合もある。各部隊の指揮官には遭遇戦などの緊急事態においても部隊の機能を維持し続けることが求められる。戦闘という極限的状況の中で部隊が攪乱されず組織的な機能を失わせないようにするためには、高度な統率が不可欠である。また意志決定を下す場合でも限られた情報から敵の行動を合理的に予測し、またそれに計画的に準備し、作戦を実行する指揮統制の能力は作戦・戦闘において決定的な要素である。

### 兵站能力
作戦実施に当たっては非常に多種多様な装備や物資を調達する必要があり、これが欠乏すると戦闘力は著しく低下する。特に水・食料や弾薬・燃料などの必需品の欠乏は機械化歩兵・戦車部隊の戦闘力を大きく低下させてしまう。
また、近代以降の戦争において修理能力も兵站能力の一部となっている。簡易な故障や戦闘で一部損傷した大型兵器を戦場近くの兵站基地で修理し、再び前線に送り出す能力は前線戦力を維持する上で欠かせないものとなっている。